# Bahnhof Feldkirchen (b München)

Der Bahnhof Feldkirchen (b München) ist eine Betriebsstelle der Bahnstrecke München–Simbach in der oberbayerischen Gemeinde Feldkirchen. Die Königlich Bayerischen Staatseisenbahnen nahmen den Bahnhof 1871 in Betrieb. Von 1942 bis 1949 zweigte in Feldkirchen eine Verbindungsstrecke zum Münchner Nordring, die Feldkirchner Tangente, ab. Seit 1972 ist der Bahnhof eine Station der S-Bahn München.

## Lage
Der Bahnhof Feldkirchen befindet sich am nördlichen Ortsrand von Feldkirchen, etwa 500 m nördlich des Ortszentrums, mit dem er über die Bahnhofstraße verbunden ist. Südöstlich des Bahnhofs erstreckt sich ein Industriegebiet. Auf seiner Nordseite wird der Bahnhof durch ein Kieswerk begrenzt, an das sich östlich, auf dem Gemeindegebiet von Kirchheim, der Heimstettener See anschließt. Im westlichen Bahnhofsbereich unterquert die Bundesstraße 471, hier Aschheimer Straße genannt, die Gleisanlagen durch eine Unterführung.
Der Bahnhof liegt bei Streckenkilometer 10,182 der Hauptbahn von München Ost über Mühldorf (Oberbay) nach Simbach (Inn) (Streckennummer 5600), die zwischen München und Markt Schwaben zweigleisig und elektrifiziert ist. Die eingleisige, nicht elektrifizierte Feldkirchner Tangente (Streckennummer 5602) mündete, von der Abzweigstelle Nordost am Münchner Nordring kommend, im Westkopf des Bahnhofs ein und endete in Feldkirchen bei Kilometer 7,698.

## Geschichte

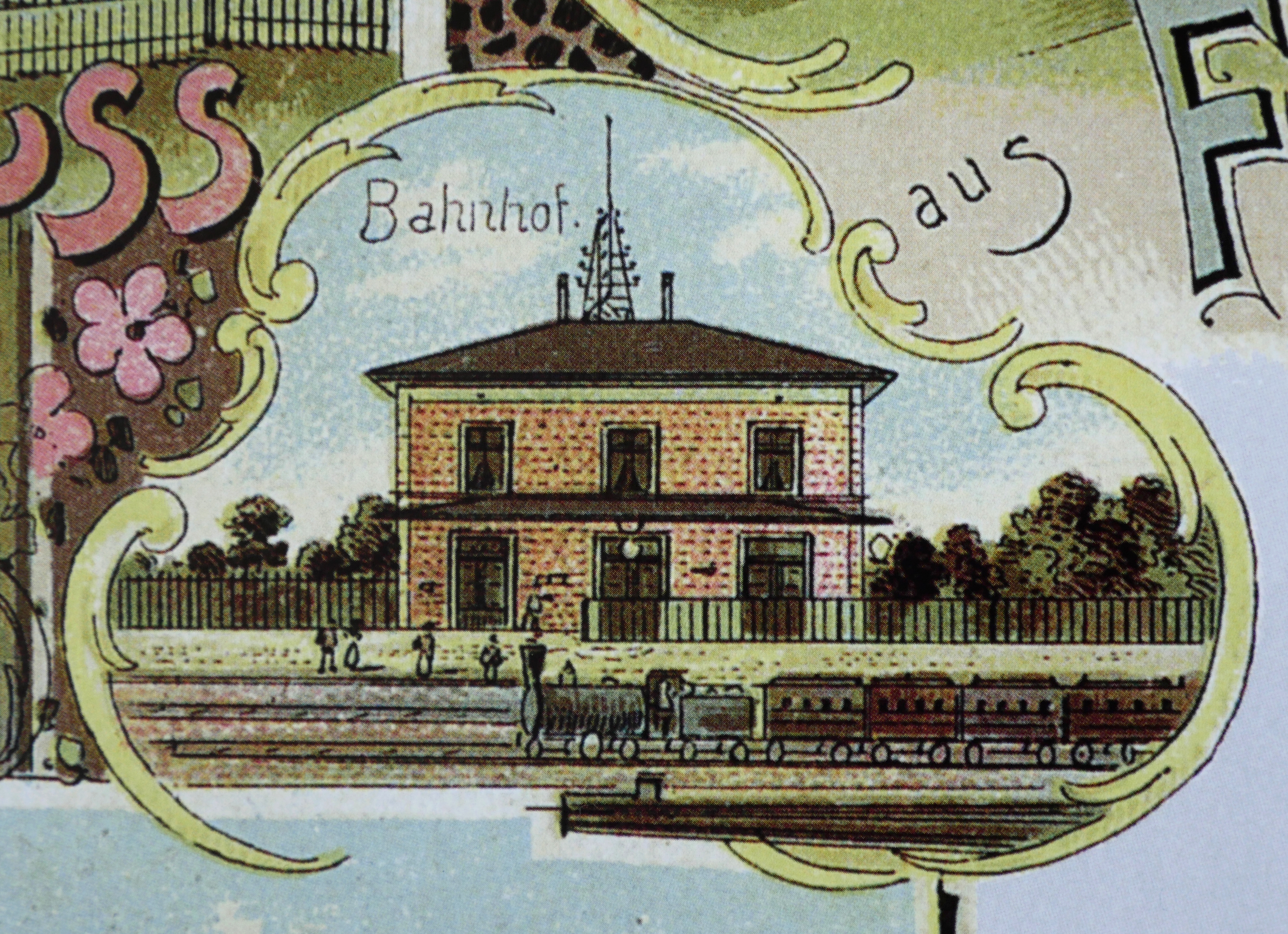
Empfangsgebäude auf einer Ansichtskarte (1898)

In der Planung der Hauptbahn München–Simbach war die Station in Feldkirchen zunächst nur als einfache Haltstelle vorgesehen, wurde schließlich jedoch als Bahnhof verwirklicht. Am 1. Mai 1871 nahmen die Königlich Bayerischen Staatseisenbahnen den Bahnhof Feldkirchen gemeinsam mit dem Streckenabschnitt München–Neuötting in Betrieb. Er war als Expedition II. Classe eingestuft und neben dem durchgehenden Hauptgleis mit einem Ausweichgleis und einem Ladegleis ausgestattet. An Hochbauten waren ein zweigeschossiges Empfangsgebäude und zwei Wärterhäuser für die Wechselwärter an den beiden Einfahrweichen vorhanden. Für den Güterverkehr befanden sich am Ladegleis ein Güterschuppen in Holzbauweise, eine Laderampe und eine Gleiswaage.
Bis 1883 wurde der Bahnhof zu einer Expedition I. Classe mit Postdienst aufgestuft; ab 1897 war er eine Station III. Klasse mit Postdienst. Der Postdienst im Empfangsgebäude endete 1903.
1895 errichteten die Bayerischen Staatseisenbahnen ein Nebengebäude und veränderten die Güterverkehrsanlagen: Die bisher westlich des Güterschuppens gelegene Laderampe verlegten sie auf dessen Ostseite und bauten eine neue Gleiswaage ein. Im Zuge der Einführung des Vorortverkehrs zwischen München Ost und Schwaben (seit 1925 Markt Schwaben) erweiterten die Bayerischen Staatseisenbahnen den Bahnhof 1897, errichteten ein zweites Ausweichgleis und verlängerten das bestehende Ausweichgleis. Durch den Vorortverkehr stieg das Fahrgastaufkommen deutlich an: Die Zahl der am Bahnhof Feldkirchen verkauften Fahrkarten erhöhte sich von 17.308 im Betriebsjahr 1896 auf 36.594 im Betriebsjahr 1899. 1900 statteten die Bayerischen Staatseisenbahnen den Bahnhof mit mechanischer Stellwerkstechnik aus.

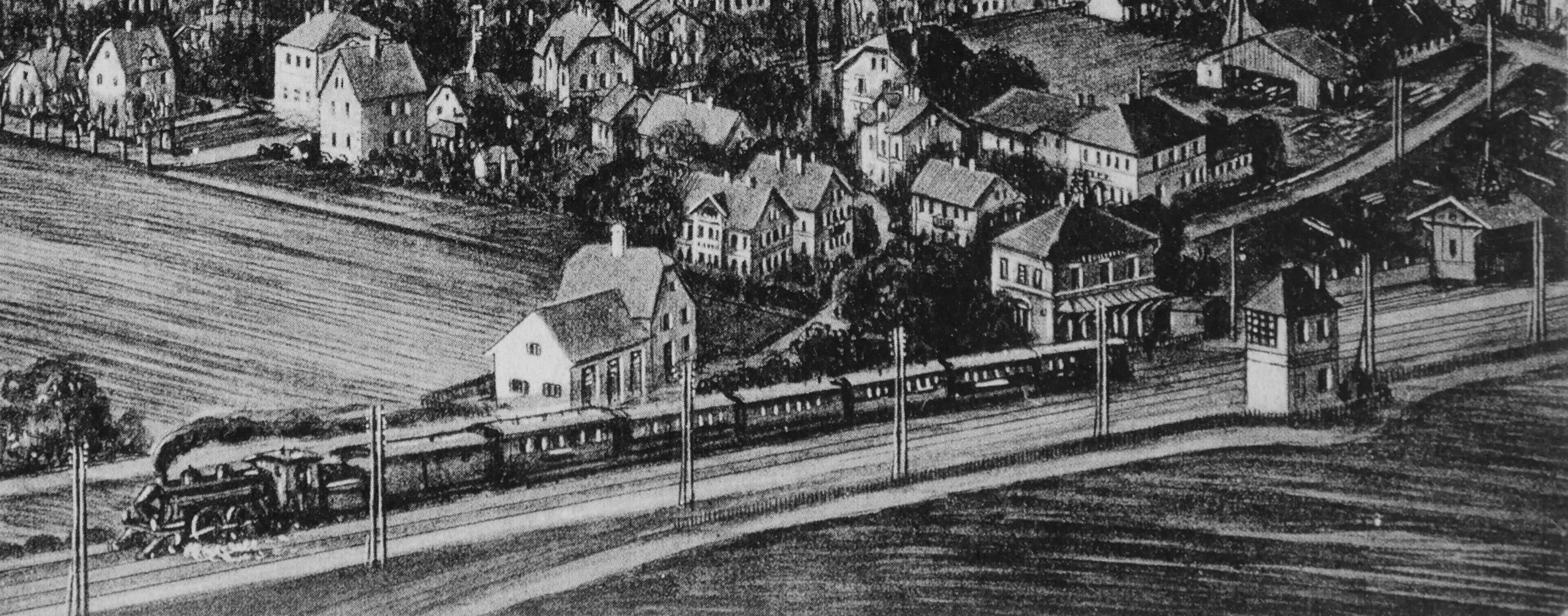
Personenzug im Bahnhof Feldkirchen, rechts Empfangsgebäude, Stellwerk und Güterschuppen (1911)

Feldkirchner Bürger gründeten 1907 einen Verein zur Hebung des Verkehrs auf der Linie Ostbahnhof – Schwaben, der sich für eine Verbesserung des Zugangebots am Bahnhof Feldkirchen einsetzte. Von 1910 bis 1911 bauten die Bayerischen Staatseisenbahnen den Streckenabschnitt von Riem bis Schwaben zweigleisig aus, was die Einführung zusätzlicher Züge ermöglichte. Im Zuge des zweigleisigen Ausbaus wurden die Gleisanlagen in Feldkirchen 1910 erheblich erweitert. Der Bahnhof erhielt ein viertes Bahnsteiggleis und zusätzliche Gütergleise östlich des Empfangsgebäudes. Zudem richteten die Bayerischen Staatseisenbahnen einen Gleisanschluss zur bahneigenen Kiesgrube nördlich des Bahnhofs ein.
Ab dem 1. März 1913 war der Bahnhof Ausgangspunkt einer Kraftpostlinie von Feldkirchen über Parsdorf, Anzing und Forstinning nach Hohenlinden, die durch die Postdirektion München betrieben wurde. Für die Abstellung der Omnibusse errichtete die Gemeinde Feldkirchen gegenüber dem Empfangsgebäude eine eigene Autohalle. 1927 wurde die Buslinie über Hohenlinden hinaus bis Haag und Gars am Inn verlängert.
Am 1. Januar 1942 nahm die Deutsche Reichsbahn die Feldkirchner Tangente als Verbindungsstrecke für den Güterverkehr vom Münchner Nordring zur Bahnstrecke München–Simbach in Betrieb. Der Bahnhof Feldkirchen, an dessen westlichem Ende die Strecke einmündete, wurde damit zum Trennungsbahnhof. 1942 baute die Deutsche Reichsbahn das zweite Gleis ab der Ostausfahrt von Feldkirchen bis Markt Schwaben kriegsbedingt zurück; es wurde erst 1956 wiederhergestellt. Nach Ende des Zweiten Weltkriegs wurde die Feldkirchner Tangente nicht mehr befahren und 1949 stillgelegt. Ein etwa 300 m langes Gleisstück blieb im Bahnhof Feldkirchen als Abstellgleis erhalten.

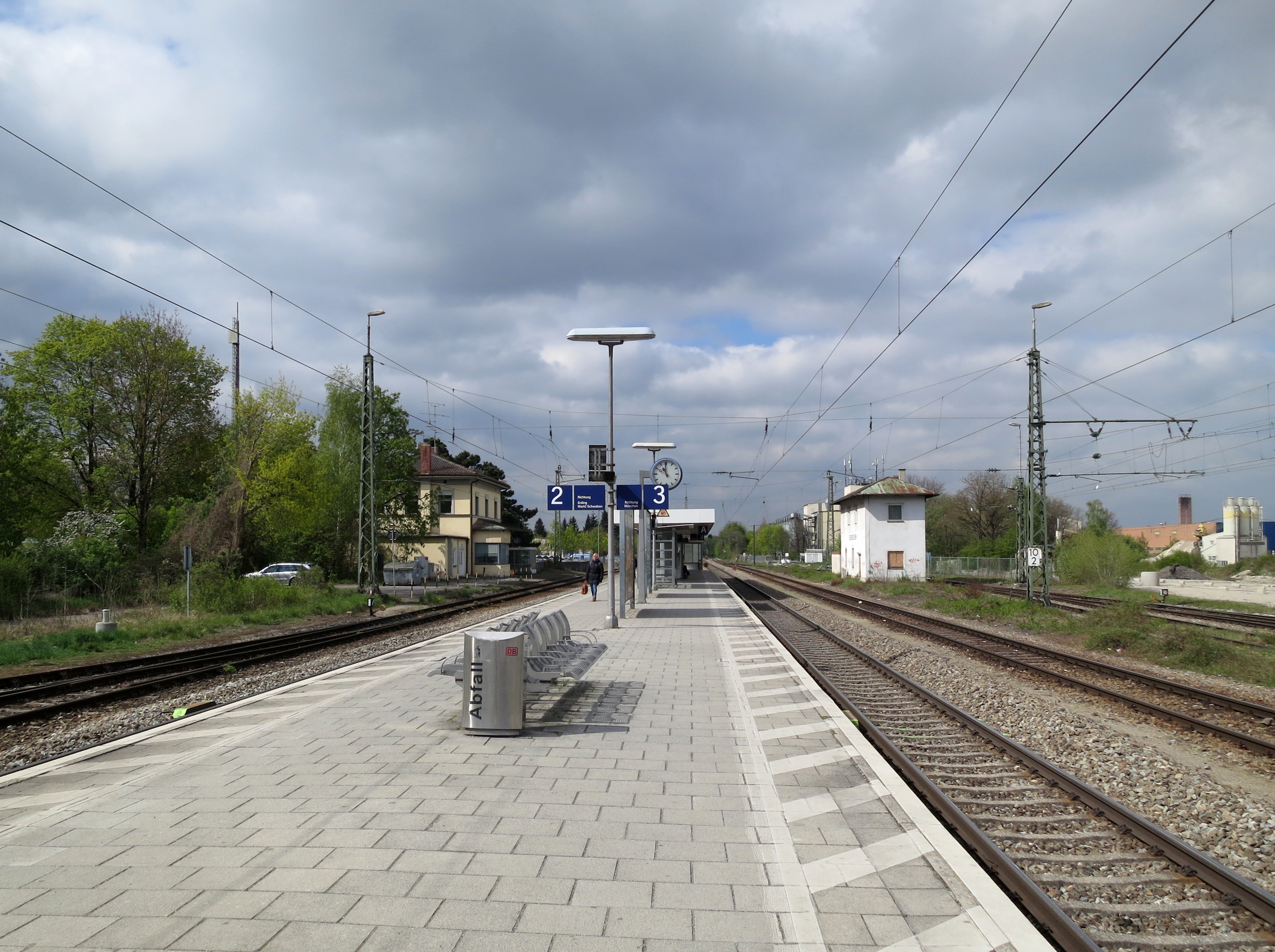
Mittelbahnsteig vor dem barrierefreien Ausbau (2014)

1967 erhielt der Bahnhof Feldkirchen anstelle der mechanischen Stellwerke ein neues Drucktastenstellwerk. Für den geplanten S-Bahn-Betrieb baute die Deutsche Bundesbahn den Bahnhof um 1970 um und stattete ihn mit einem neuen Mittelbahnsteig und einer Bahnsteigunterführung aus. Mit der Elektrifizierung des Streckenabschnittes München–Markt Schwaben versah die Deutsche Bundesbahn die Gleisanlagen des Bahnhofs Feldkirchen mit Oberleitungen und nahm am 27. September 1970 den elektrischen Betrieb auf. Am 28. Mai 1972 nahm die S-Bahn München den Betrieb auf; fortan wurde Feldkirchen nur noch von den S-Bahn-Zügen bedient.
Bis in die 1970er Jahre dienten die Gütergleise im Bahnhof Feldkirchen zur Abstellung von ausgemusterten Lokomotiven und Triebwagen, die durch die Firma Layritz verschrottet wurden.
Ab 2004 errichtete die Gemeinde Feldkirchen südlich des Bahnhofs einen neuen Busbahnhof und eine P+R-Anlage mit etwa 100 Stellplätzen. Von März 2018 bis Januar 2023 baute die Deutsche Bahn den Bahnhof Feldkirchen barrierefrei aus. Dabei wurde der Mittelbahnsteig vollständig erneuert und der Personentunnel bis zur Nordseite der Gleisanlagen verlängert.

## Aufbau

### Empfangsgebäude
Das 1871 eröffnete Empfangsgebäude südlich der Gleisanlagen ist ein zweigeschossiger Backsteinbau mit flachem Walmdach auf einer Grundfläche von 14,20 m × 9,90 m. Baugleiche Gebäude entstanden an der Strecke München–Simbach in Walpertskirchen und an der Bahnstrecke München–Rosenheim in Aßling und Großkarolinenfeld. Im Erdgeschoss waren eine Vorhalle mit Fahrkartenschalter, ein Wartesaal erster und zweiter Klasse, ein Wartesaal dritter Klasse, das Büro für den Fahrdienstleiter (Expedition) und ein kleiner Aufenthaltsraum für den Stationsdiener untergebracht. Das Obergeschoss enthielt Dienstwohnungen für das Bahnpersonal. Auf der Gleisseite erstreckt sich ein Vordach über die ganze Länge des Hauptgebäudes.
Später erhielt das Gebäude auf der Ostseite einen eingeschossigen Anbau und bis 1967 auf der Gleisseite unter dem Vordach einen Stellwerksvorbau für das Drucktastenstellwerk. Das ursprüngliche Sichtmauerwerk wurde verputzt. In der ehemaligen Vorhalle befindet sich heute ein Kiosk. Das Empfangsgebäude wird von der Deutschen Bahn weiterhin für das Stellwerk genutzt.

### Bahnsteige und Gleisanlagen
Bei der Eröffnung bestanden die Gleisanlagen des Bahnhofs aus zwei Bahnsteiggleisen und einem Ladegleis mit Güterschuppen und Laderampe westlich des Empfangsgebäudes. Nach den Erweiterungen 1897 und 1910 waren schließlich vier Bahnsteiggleise vorhanden, die sich an einem Haus- und drei Zwischenbahnsteigen befanden. Im westlichen Bahnhofsbereich lag südlich der Hauptgleise das beidseitig angebundene Ladegleis mit zwei Stumpfgleisen, von denen das östliche zum Güterschuppen und zur Laderampe führte. Östlich des Empfangsgebäudes befanden sich ab 1910 zwei beidseitig angebundene Gütergleise mit einer Ladestraße. An das nördlichste Bahnsteiggleis waren weitere Nebengleise angebunden, von denen der Gleisanschluss zur Kiesgrube abzweigte.
Ab dem S-Bahn-Umbau um 1970 war der Bahnhof mit einem 210 m langen und 76 cm hohen Mittelbahnsteig zwischen den durchgehenden Hauptgleisen 2 und 3 ausgestattet, der teilweise überdacht war. Durch einen über Treppen erreichbaren Personentunnel war der Bahnsteig mit dem Bahnhofsvorplatz auf der Südseite verbunden. Mit dem 2023 abgeschlossenen barrierefreien Ausbau erhielt der Mittelbahnsteig eine Höhe von 96 cm und ein neues Bahnsteigdach; der Personentunnel ist nun zusätzlich über einen Aufzug an den Bahnsteig und über eine Rampe an den Bahnhofsvorplatz angebunden. Nördlich des Bahnsteigs liegt das bahnsteiglose Gleis 4, südlich das nur noch einseitig in Richtung Osten angebundene Gleis 1. Während das westliche Ladegleis stillgelegt ist, sind die östlichen Gütergleise und zwei Stumpfgleise im Norden weiterhin als Abstellgleise in Betrieb.
| vergrößern und Informationen zum Bild anzeigenGleispläne des Bahnhofs Feldkirchen 1942 und 2019 |

### Stellwerke und Signalanlagen
Bis 1900 wurden die Weichen und Signale des Bahnhofs Feldkirchen vor Ort durch Wechselwärter gestellt. 1900 zentralisierten die Königlich Bayerischen Staatseisenbahnen die Weichen- und Signalbedienung und statteten den Bahnhof mit einem Befehls- und einem Wärterstellwerk der Bauart Krauss aus. Das Befehlsstellwerk wurde im Empfangsgebäude untergebracht; für das Wärterstellwerk errichteten die Bayerischen Staatseisenbahnen einen zweigeschossigen Weichenturm gegenüber dem Empfangsgebäude.
Am 10. Oktober 1967 nahm die Deutsche Bundesbahn im Stellwerksvorbau des Empfangsgebäudes ein Relaisstellwerk der Siemens-Bauart Dr S2 in Betrieb, das die bisherigen mechanischen Stellwerke ersetzte. Die Formsignale des Bahnhofs wurden durch Lichtsignale nach dem H/V-Signalsystem ersetzt. Der ehemalige Weichenturm ist noch erhalten.

## Verkehr

### Personenverkehr
Im ersten regulären Fahrplan 1872 hielten in Feldkirchen täglich zwei Postzugpaare und ein Güterzugpaar mit Personenbeförderung von München nach Simbach. In den folgenden Jahren erhöhte sich die Zahl der Züge; 1891 wurde der Bahnhof von vier, ab 1895 von fünf Personenzugpaaren bedient. Mit der Einführung des Vorortverkehrs hielten in Feldkirchen ab 1897 zusätzlich sieben Vorortzugpaare von München Ost nach Schwaben; bis 1914 erhöhte sich die Zahl der Vorortzüge auf neun. Bis in die 1930er Jahre stieg die Zahl der Vorortzüge, während nur noch wenige Personenzüge München–Simbach in Feldkirchen hielten. 1939 wurde der Bahnhof noch von jeweils einem Zugpaar München–Simbach und München–Mühldorf bedient, dafür hielten täglich bis zu 15 Vorortzüge von München Ost nach Markt Schwaben und Erding sowie drei weitere Züge aus München Ost, die in Feldkirchen endeten. Nach dem Zweiten Weltkrieg stieg die Zahl der Züge erneut; 1966 hielten an Werktagen bis zu vier Zugpaare München–Mühldorf und 17 Zugpaare im Vorortverkehr.
Mit Beginn des S-Bahn-Betriebs endete 1972 der Halt von Personenzügen in Feldkirchen. Fortan wurde der Bahnhof im 40-Minuten-Takt, in der Hauptverkehrszeit im 20-Minuten-Takt, durch die Linie S 6 von Tutzing nach Erding bedient. Seit 2004 hält anstelle der S 6 die Linie S 2 von Petershausen nach Erding in Feldkirchen.
| Linie                    | Strecke | Taktfrequenz    |
| ------------------------ | --- | --------------- |
| S2                       | Petershausen – Vierkirchen-Esterhofen – Röhrmoos – Hebertshausen – Dachau / Altomünster – Kleinberghofen – Erdweg – Arnbach – Markt Indersdorf – Niederroth – Schwabhausen – Bachern – Dachau Stadt – Dachau – Karlsfeld – Allach – Untermenzing – Obermenzing – Laim – Hirschgarten – Donnersbergerbrücke – Hackerbrücke – Hauptbahnhof – Karlsplatz (Stachus) – Marienplatz – Isartor – Rosenheimer Platz – Ostbahnhof – Leuchtenbergring – Berg am Laim – Riem – Feldkirchen – Heimstetten – Grub – Poing – Markt Schwaben – Ottenhofen – St. Koloman – Aufhausen – Altenerding – Erding | 20-Minuten-Takt |
| Stand: 11. Dezember 2022 | |                 |

### Güterverkehr
Im Güterverkehr war der Bahnhof Feldkirchen zunächst von nur geringer Bedeutung. Im Betriebsjahr 1884 fertigten die Bayerischen Staatseisenbahnen in Feldkirchen insgesamt 1993 Tonnen Güter – davon 13 Tonnen Eilgut, 287 Tonnen Stückgut, 1391 Tonnen Wagenladungsgüter und 302 Tonnen Kohle – sowie 633 Tiere, überwiegend Pferde und Rinder, ab, die mit Sammelgüterzügen transportiert wurden. Bis 1904 stieg das Güteraufkommen auf 9766 Tonnen abgefertigte Güter sowie 1414 versandte Tiere an. 1922 führte die Deutsche Reichsbahn ein eigenes Nahgüterzugpaar von München Ost Rbf nach Feldkirchen ein. Die Einrichtung des bahneigenen Gleisanschlusses zum Kieswerk und mehrerer privater Gleisanschlüsse führten ab den 1910er Jahren zu einem erhöhten Güterverkehrsaufkommen am Bahnhof Feldkirchen.

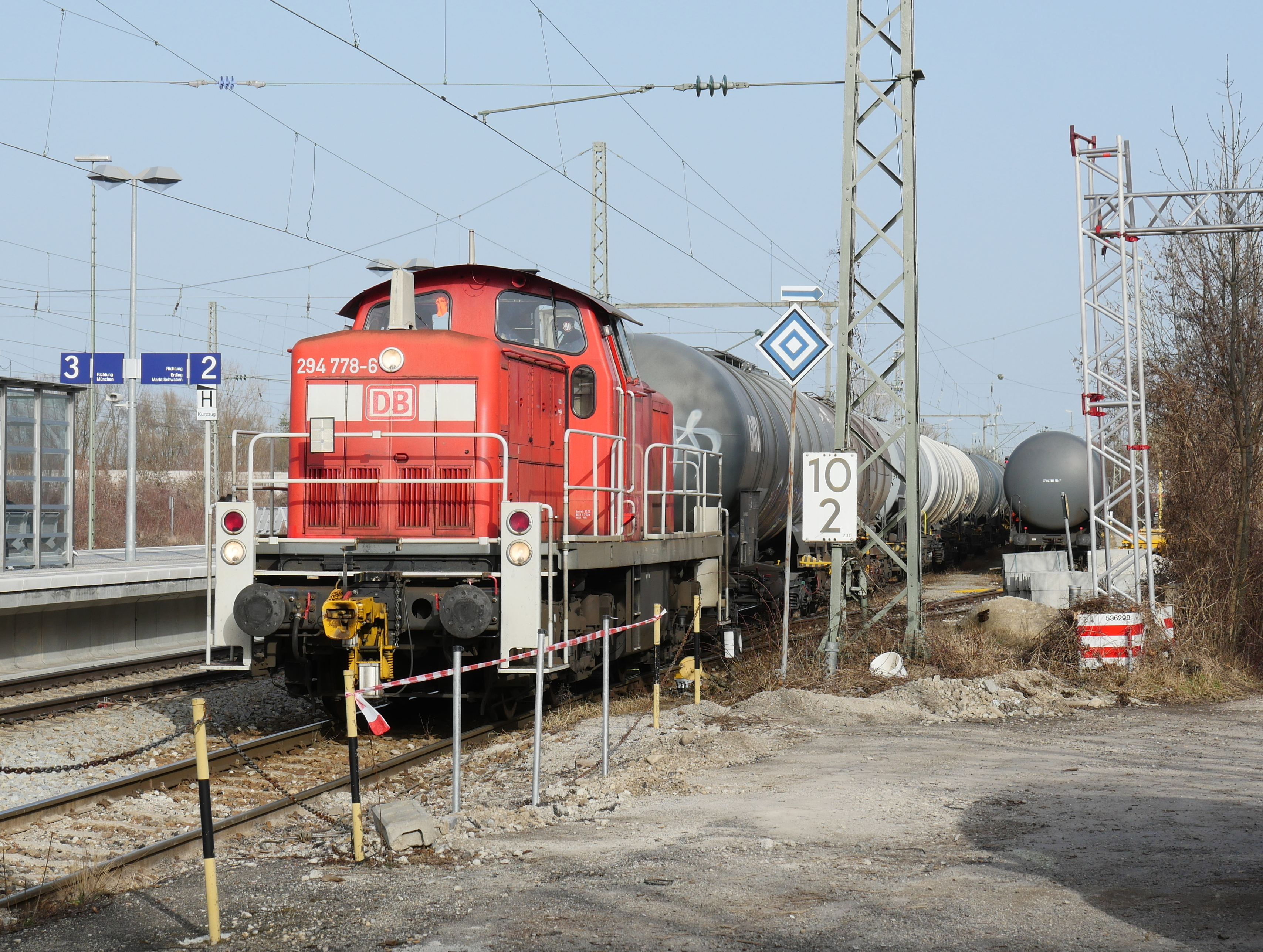
Diesellokomotive der Baureihe 294 mit Kesselwagen für den Anschluss der OMV (2021)

In den 1990er Jahren stellte die Deutsche Bahn den örtlichen Güterverkehr in Feldkirchen ein. Seitdem wurden nur noch die Gleisanschlüsse zum Tanklager der OMV und zu einem Landhandel regelmäßig durch Übergabezüge bedient. Für die Rangierarbeiten an den Kesselwagenzügen zum Tanklager war in Feldkirchen bis in die 2010er Jahre eine Rangierlokomotive der Baureihe V 60 stationiert, die zudem die Bedienung des Industriestammgleises in Heimstetten übernahm.
Zur Verfüllung der Kiesgrube nördlich des Bahnhofs wurde teilweise Aushub der Stuttgart-21-Baustellen per Ganzzug angeliefert; die Transporte über den Anschluss zur Kiesgrube endeten 2020.